# Sexto Márcio Prisco
Sexto Márcio Prisco (em latim: Sextus Marcius Priscus) foi um senador romano da gente Márcia nomeado cônsul sufecto para o nundínio de novembro a dezembro de 72 com Cneu Pinário Emiliano Cicatricula.